# Карел Гінек Маха
Карел Гінек Маха (чеськ. Karel Hynek Mácha; 16 листопада 1810, Прага — 5 листопада 1836, Літомержице) — чеський письменник доби романтизму.

## Біографія
Народився в Празі. Його мати походила з родини музикантів, батько — вихідець із села. У 1824—1830 роках навчався у міській середній школі (німецькій), але вдома говорили чеською мовою. Після закінчення школи, вивчав філософію в Празі. У 1836 році, після закінчення навчання практикував в юридичній фірмі.
Мав відносно часті неприємності з поліцією, через допомогу польським повстанцям. Був у захваті від французької революції. Його пристрастю були подорожі та екскурсії. Закохався в Маринку Штріхову (чеськ. Marinka Štichova), яка невдовзі померла. Після цього Маха написав трагедію «Маринка». Грав у Каєтанському театрі (чеськ. Kajetánské Divadlo), очолюваному в той час Йосефом Каєтаном Тилом. Там закохався в акторку Елеонору Сомкову, від якої мав позашлюбного сина. Намір обвінчатися перервала передчасна смерть поета, за офіційною версією — від пневмонії.

## Творчість

### Вірші
- «Дослідження Ігнація Маха» (Versuche des Ignac Macha),
- «Надія» (Hoffnung),
- «Святий Іван» (Svatý Ivan),
- «На цвинтарі» (Na hřbitově),
- «Гробниця чеських королів та князів» (Hrobka králů a knížat českých).

### Проза
- «Карконоська подорож» (Krkonošská pouť) ,
- «Образи мого життя» (Obrazy ze života mého) — збірник автобіографічних оповідань,
- «Кат» (Kat)
- «Сязавський монастир» (Klášter Sázavský) незакінчена,
- «Вечір у Бездезі» (Večer na Bezdězu)
- «Маринка» (Márinka) — трагедія.

### Драми
- «Брати» (Bratři),
- «Король Фридерик» (Král Fridrich),
- «Братовбивця» (Bratrovrah),
- «Болеслав» (Boleslav).

### Поезія
- «Чернець» (Mnich),
- «Поворот» (Návrat),
- «Цигани» (Cikáni),
- «Травень» (Máj) — поема, що складається з 4 віршів і двох інтермецо. Вважається найвідомішим твором поета.

Українською мовою поему «Май» переклали у чеській еміграції Ю. Дараган і Ф. Балицький, окремі вірші — Д. Павличко, Г. Кочур, В. Лучук, В. Струтинський, Р. Лубківський.